# Scopula infirmata
Scopula infirmata là một loài bướm đêm trong họ Geometridae.